# Dimitri Mitropulosz
Dimitri Mitropulosz (Athén, 1896. március 1. – Milánó, Olaszország 1960. november 2.) görög zongorista, karmester, zeneszerző. 
Mitropulosz Gustav Mahler műveinek, valamint a 20. század zeneszerzőinek – elsődlegesen a második bécsi iskola tagjainak – valamint amerikai zeneszerzők műveinek jelentős előadója volt.
Az Athéni Konzervatóriumban befejezett tanulmányai után, ahol 1919-ben bemutatták operáját, a Soeur Béatrice-t, Ferruccio Busoninál tovább folytatja zongora tanulmányait Berlinben, majd 1921 és 1925 között Erich Kleiber asszisztense a Berlini Staatsoperben. Mint kiváló zongoraművész, Mitropulosz gyakran a zongora mellől vezényelt, mint 1930-ban és 1932-ben Szergej Prokofjev 3. zongoraversenyét. Mitropulosz Arnold Schönberg és Alban Berg műveit vezénylő első karmesterek egyike volt.
1924-től 1930-ig az Athéni Konzervatórium igazgatója, 1937 és 1949 között a Minneapolisi Szimfonikus Zenekar vezetője, majd 1951 és 1958 között a New York-i Filharmonikusok vezető karmestere lett, a zenekarral kortárs operák koncertszerű előadását vezényelte. 1954-től a Metropolitan Opera karmestere, majd 1958-tól vezető karmestere lett.
Mitropulosz 1960. november 2-án a Milánói Scalában, próba közben halt meg. 

## Művészete
Mitropulosz a kortárs kompozíciók jelentős előadója, zeneszerzőként ismertebb művei, az 1919-ben bemutatott Soeur Béatrice operája, Concerto grosso (1929), Passacaglia és fúga (1927).
Fotografikus memóriájának köszönhetően kotta és karmester pálca nélkül, gyakran mint koncertező szólista, a zongora mellől vezényelt.

## Fordítás
- Ez a szócikk részben vagy egészben  a   Dimitri Mitropoulos című angol Wikipédia-szócikk ezen változatának fordításán alapul.  Az eredeti cikk szerkesztőit annak laptörténete sorolja fel. Ez a jelzés csupán a megfogalmazás eredetét és a szerzői jogokat jelzi, nem szolgál a cikkben szereplő információk forrásmegjelöléseként.